# Spletna učilnica
Spletna učilnica ali e-učilnica je osnovna aplikacija, ki se jo v spletnem izobraževanju uporablja izključno za administracijo, dokumentacijo, sledenje in poročanje med izobraževalnim procesom.
Njihov glavni namen je integracija tehnologij v skupek orodij, ki so razumljiva tako učencem kot učiteljem in jim tako olajšajo prenos znanja. Temeljijo na sistemu za urejanje vsebine in učnih dejavnosti kot so ankete, forumi, klepetalnice itd. Danes težko definiramo pojem spletne učilnice, saj imamo na voljo celo vrsto sistemov. Glede na kompleksnost imamo zelo drage in zahtevne (primer Blackboard) ter brezplačne, vsem dosegljive različice, kot je na primer Moodle.